# Hirokazu Hasegawa
Hirokazu Hasegawa (長谷川 博一 Hasegawa Hirokazu?), född 20 oktober 1986 i Hiroshima prefektur, är en japansk fotbollsspelare.
Hasegawa började sin karriär 2008 i Sagan Tosu. 2011 flyttade han till Oita Trinita.